# Torneo scacchistico internazionale di Sanremo (1930)

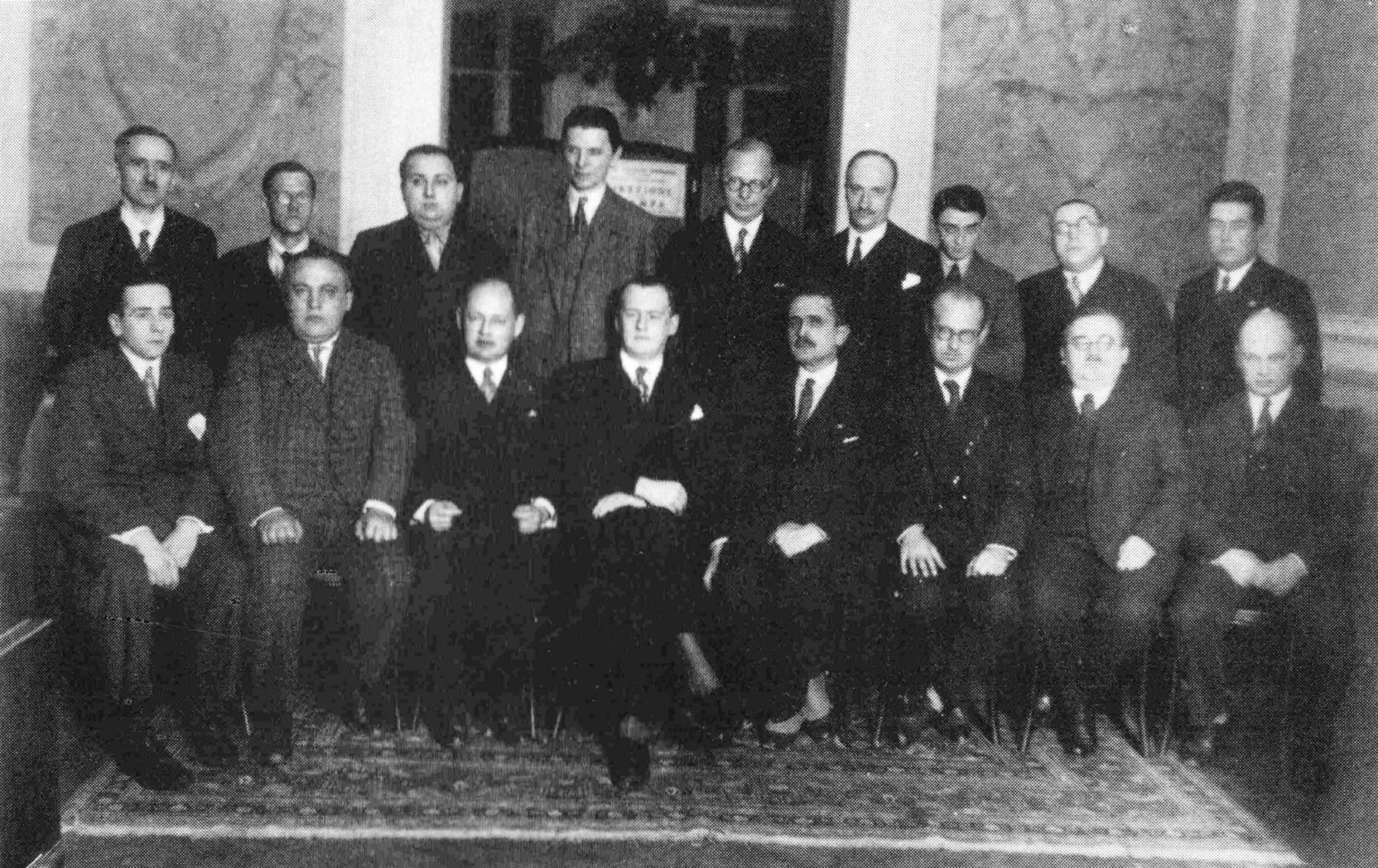
Foto di gruppo dei partecipanti

Il torneo scacchistico internazionale di San Remo si svolse a Sanremo dal 16 gennaio al 4 febbraio 1930.

## Storia
Si trattò del più grande torneo organizzato in Italia e di uno tra i più importanti eventi internazionali dell'epoca. Vi presero parte quasi tutti i migliori giocatori di allora, con la sola eccezione di Emanuel Lasker e José Raúl Capablanca.
I partecipanti furono: Aleksandr Alechin, Aaron Nimzowitsch, Efim Bogoljubov, Akiba Rubinstein, Rudolf Spielmann, Savelij Tartakover, Géza Maróczy, Milan Vidmar, Edgar Colle, Hans Kmoch, Frederick Yates, Carl Ahues, Roberto Grau, Mario Monticelli, Massimiliano Romi, e José Joaquín Araiza Muñoz.
Il torneo vide la vittoria dell'allora campione del mondo Alechin con una prestazione quasi insuperabile di 14 punti su 15 partite (13 vittorie e due patte), con ben 3,5 punti di vantaggio sul secondo classificato Nimzowitsch. 
Alechin si aggiudicò così il primo premio di ben 10.000 lire dell'epoca.
Direttore del torneo era Stefano Rosselli del Turco. 
Le partite furono giocate nel salone del casinò di Sanremo durante il giorno, mentre più tardi, di sera, nello stesso salone vi erano serate danzanti.

## Risultati
| Pos. | Giocatore    | 1 | 2 | 3 | 4 | 5 | 6 | 7 | 8 | 9 | 10 | 11 | 12 | 13 | 14 | 15 | 16 | Totale |
| ---- | ------------ | - | - | - | - | - | - | - | - | - | -- | -- | -- | -- | -- | -- | -- | ------ |
| 1°   | Alechin      | x | 1 | 1 | ½ | 1 | 1 | ½ | 1 | 1 | 1  | 1  | 1  | 1  | 1  | 1  | 1  | 14     |
| 2°   | Nimzowitsch  | 0 | x | 0 | 1 | ½ | 1 | ½ | ½ | ½ | ½  | 1  | 1  | 1  | 1  | 1  | 1  | 10,5   |
| 3°   | Rubinstein   | 0 | 1 | x | 0 | 1 | ½ | 0 | 1 | ½ | 1  | 1  | 0  | 1  | 1  | 1  | 1  | 10     |
| 4°   | Bogoljubov   | ½ | 0 | 1 | x | ½ | 0 | 1 | ½ | 1 | 1  | 0  | 1  | 1  | 0  | 1  | 1  | 9,5    |
| 5°   | Yates        | 0 | 0 | ½ | ½ | x | ½ | 1 | 1 | ½ | 0  | 0  | 1  | 1  | 1  | 1  | 1  | 9      |
| 6°   | Ahues        | 0 | 0 | ½ | 1 | ½ | x | 1 | ½ | 1 | 0  | 0  | ½  | 1  | 1  | ½  | 1  | 8,5    |
| 7°   | Spielmann    | ½ | ½ | 1 | 0 | 0 | 0 | x | ½ | ½ | ½  | 1  | 1  | ½  | 1  | 1  | 0  | 8      |
| 8°   | Vidmar       | 0 | ½ | 0 | ½ | 0 | ½ | ½ | x | ½ | ½  | 1  | 1  | ½  | 1  | ½  | 1  | 8      |
| 9°   | Maróczy      | 0 | ½ | ½ | 0 | ½ | 0 | ½ | ½ | x | ½  | ½  | ½  | ½  | 1  | 1  | 1  | 7,5    |
| 10°  | Tartakover   | 0 | ½ | 0 | 0 | 1 | 1 | ½ | ½ | ½ | x  | 0  | 0  | 1  | ½  | 1  | 1  | 7,5    |
| 11°  | Colle        | 0 | 0 | 0 | 1 | 1 | 1 | 0 | 0 | ½ | 1  | x  | 0  | ½  | 1  | 0  | ½  | 6,5    |
| 12°  | Kmoch        | 0 | 0 | 1 | 0 | 0 | ½ | 0 | 0 | ½ | 1  | 1  | x  | ½  | 0  | 1  | 1  | 6,5    |
| 13°  | Araiza Muñoz | 0 | 0 | 0 | 0 | 0 | 0 | ½ | ½ | ½ | 0  | ½  | ½  | x  | ½  | ½  | 1  | 4,5    |
| 14°  | Monticelli   | 0 | 0 | 0 | 1 | 0 | 0 | 0 | 0 | 0 | ½  | 0  | 1  | ½  | x  | ½  | ½  | 4      |
| 15°  | Grau         | 0 | 0 | 0 | 0 | 0 | ½ | 0 | ½ | 0 | 0  | 1  | 0  | ½  | ½  | x  | ½  | 3,5    |
| 16°  | Romi         | 0 | 0 | 0 | 0 | 0 | 0 | 1 | 0 | 0 | 0  | ½  | 0  | 0  | ½  | ½  | x  | 2,5    |